# Jean Eustache
Jean Eustache (* 30. November 1938 in Pessac, Aquitanien, Frankreich; † 5. November 1981 in Paris, Frankreich) war ein französischer Filmregisseur und Filmeditor.

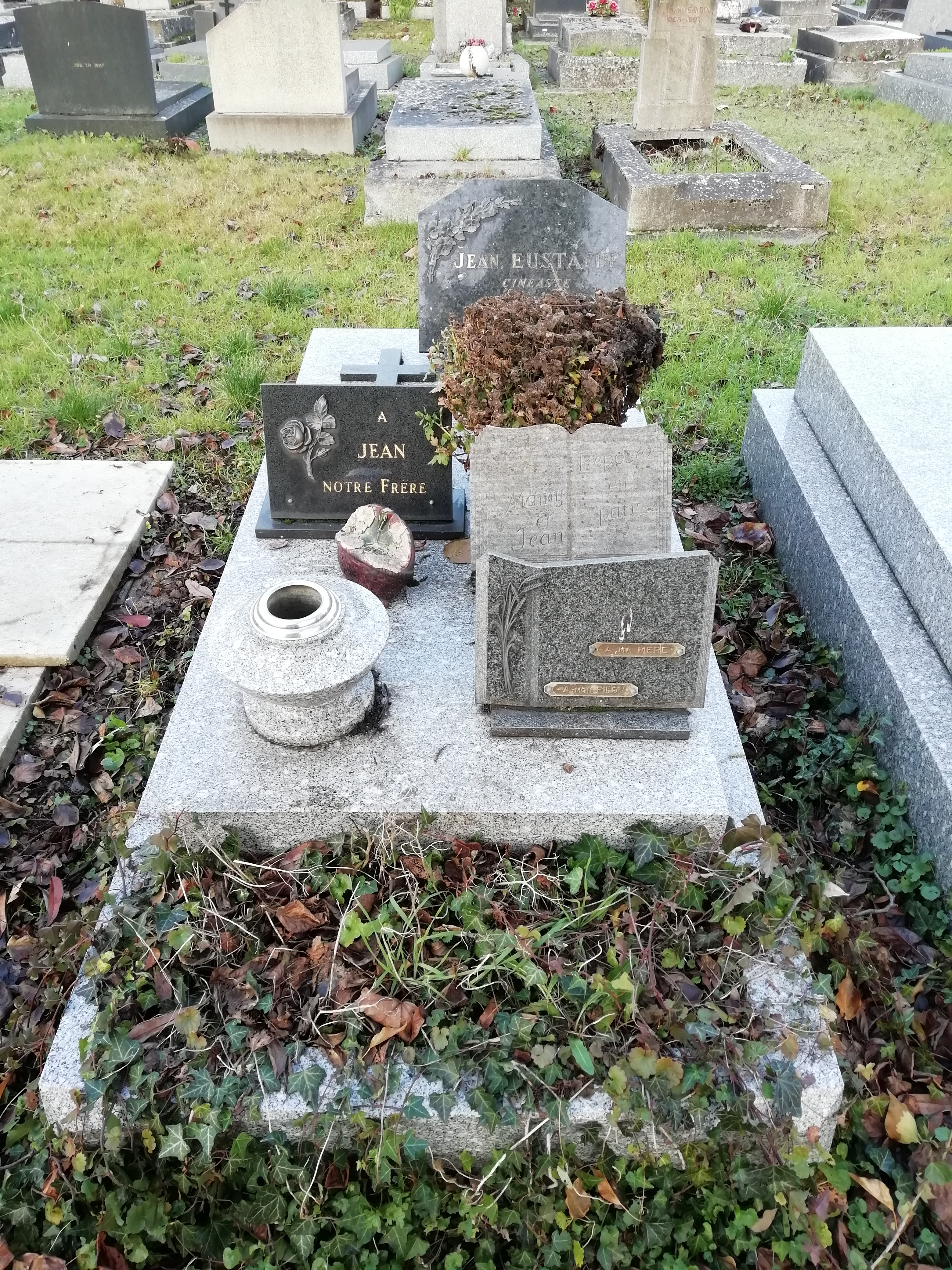
Grab von Jean Eustache auf dem Pariser Friedhof von Bagneux

Eustache drehte von 1963 bis 1980 insgesamt zwölf Filme, darunter Spiel- und Dokumentarfilme von unterschiedlichster Länge. Sein bekanntester Film ist Die Mama und die Hure (La Maman et la putain) von 1973 mit Jean-Pierre Léaud.

## Karriere
Knapp zehn Jahre jünger als die meisten Regisseure der Nouvelle Vague, begann auch Eustache seine Laufbahn als Cineast im Paris der späten 50er Jahre. Aufgewachsen als Kind in Pessac und als Jugendlicher in Narbonne, war er 1958 nach Paris gezogen. Wenn er auch nur selten selbst für die damals wichtigste französische Filmzeitschrift Cahiers du cinéma schrieb, so war er doch häufig in deren Redaktionsräumen und beteiligte sich an den dortigen Diskussionen. Anfang der 1960er Jahre arbeitete Eustache für eine Abteilung des französischen Fernsehsenders ORTF, den „Service de la Recherche de l'ORTF“. Sein Filmdebüt gab er 1964 mit dem Kurzfilm Les mauvaises fréquentations (Der schlechte Umgang). Es brauchte annähernd zehn weitere Jahre, ehe er nach mehreren Kurz- und Dokumentarfilmen 1972 seinen ersten abendfüllenden Spielfilm La Maman et la putain drehte. Dessen biographisch inspirierte Handlung erzählt von einem Dreiecksverhältnis, der Liebe eines Mannes (gespielt von Jean-Pierre Léaud) zu zwei Frauen (Bernadette Lafont, Françoise Lebrun).
Bei den  Internationalen Filmfestspielen von Cannes 1973 wurde La Maman et la putain sowohl mit dem „Großen Preis der Jury“ als auch mit dem „FIPRESCI-Preis“ der Internationalen Filmkritik ausgezeichnet. Der 220-minütige Film hatte einen relativ großen Erfolg beim Publikum und ermöglichte es Eustache, kurz darauf einen weiteren Spielfilm zu drehen. In Mes petites amoureuses (Meine kleinen Geliebten) arbeitete der Regisseur erstmals unter professionellen Bedingungen auf 35mm Farbfilm. Dieser Film erzählt die Geschichte eines pubertierenden Jungen (dargestellt von Martin  Loeb), der nach einem glücklichen Leben bei seiner Großmutter in die Tristesse des französischen Südens zurückkehrt, dem kleinstädtischen Unterschichtdasein seiner Mutter. Weil dieser Film ein kommerzieller Misserfolg wurde, gelang es Eustache nicht, noch einen weiteren Spielfilm zu finanzieren. So entstanden seine folgenden Filme wiederum unter finanziell prekären Umständen. Eustaches letzter Film, Les Photos d’Alix, wurde 1982 mit einem César in der Kategorie Bester Kurzfilm ausgezeichnet – ein Erfolg, den er selbst nicht mehr erlebte.
Eustache starb im November 1981 durch Suizid.
Obwohl seine eigenen zwölf Filme ein sehr heterogenes Bild ergeben – Filme mit einer Länge von achtzehn Minuten bis zu dreieinhalb Stunden, Dokumentar- neben Spielfilmen, wird Jean Eustache in filmhistorischen Darstellungen häufig einer Generation französischer Cinéasten zugeordnet, zu der neben ihm Maurice Pialat, Philippe Garrel, Jacques Doillon, André Téchiné und andere gezählt werden. Das online-Magazin Senses of Cinema widmete 2018 dieser „Second Generation“, die sie zwischen dem Ende der Nouvelle Vague und dem Hervortreten einer neuen Generation französischer Filmemacher wie Leos Carax, Olivier Assayas und Claire Denis Mitte bis Ende der 1980er Jahre ansiedelt, ein umfangreiches Dossier. Schon in der Einleitung zu dem Dossier wird allerdings gefragt, ob die genannten Regisseure mehr miteinander verbindet, als ihr ungefähr „zeitgleiches Erscheinen auf der cinéastischen Bühne“. Immerhin könne man sagen, dass die Mehrzahl der Filme dieser Regisseure „sonderbarer, gewagter und etwas düsterer“ seien als die der Nouvelle-Vague-Generation.

## Würdigungen, Hommagen
2005 stellte Jim Jarmusch seinem Film Broken Flowers die Widmung „for Jean Eustache“ voran.
Die zwei langen Spielfilme Eustaches wurden 2022 in restaurierten Versionen auf Festivals präsentiert:

La Maman et la Putain bei den Internationalen Filmfestspielen von Cannes, wo er zur Eröffnung der Reihe „Cannes Classics“ lief,

Mes petites amoureuses bei den Internationalen Filmfestspielen von Venedig, wo er in der Reihe „Venezia Classici“ lief.

## Filmografie

### Als Regisseur
- 1964: Les mauvaises fréquentations auch bekannt als Du côté de Robinson (42 Min.)
- 1966: Der Weihnachtsmann hat blaue Augen (Le père Noël a les yeux bleus)  (47 Min.)
- 1968: La Rosière de Pessac (55 Min.) (Dokumentarfilm)
- 1970: Le cochon (50 Min.) zusammen mit Jean-Michel Barjol (Dokumentarfilm)
- 1971: Numéro Zéro Fernsehfassung als Odette Robert (107 Min.) (Dokumentarfilm)
- 1973: Die Mama und die Hure (La Maman et la putain) (217 Min.)
- 1974: Meine kleinen Geliebten (Mes petites amoureuses) (123 Min.)
- 1977: Une sale histoire (50 Min.; Teil 1, „fiction“: 28 Min.; Teil 2, „documentaire“: 22 Min.)
- 1979: La Rosière de Pessac (67 Min.) (Dokumentarfilm)
- 1980: “Le Jardin des Délices” de Jérôme Bosch (34 Min.) (TV-Film der Reihe Les Enthousiastes auf Antenne 2)
- 1980: Offre d’emploi (19 Min.) (TV-Film der Reihe Contes modernes auf Antenne 2)
- 1980: Les photos d’Alix (18 Min.)

### Als Drehbuchautor
- 1970: Aussi loin que mon enfance, Regie: Marilù Parolini, Drehbuch: Eustache und Parolini

### Als Filmeditor
- 1966: Les cœurs verts, Regie: Edouard Luntz
- 1966: L'Accompagnement, Regie: Jean-André Fieschi
- 1966: Jean Renoir – le Patron, Regie: Jacques Rivette
- 1968: Les idoles, Regie: Marc’O
- 1971: Une aventure de Billy le Kid, Regie: Luc Moullet

### Als Darsteller
- 1962: Les Roses de la vie, Regie: Paul Vecchiali
- 1967: Weekend, Regie: Jean-Luc Godard
- 1969: L'Accompagnement, Regie: Jean-André Fieschi
- 1973: Die Mama und die Hure (La Maman et la putain)
- 1973: Céline und Julie fahren Boot (Céline et Julie vont en Barteau), Regie: Jacques Rivette
- 1975: Vincent mit l'âne dans un pré (et s'en vint dans l'autre), Regie: Pierre Zucca
- 1977: Der amerikanische Freund, Regie:  Wim Wenders
- 1978: La Tortue sur le dos, Regie: Luc Béraud